# دریاچه یای
دریاچه یای (ترکی استانبولی: Yay Gölü) یک دریاچه در استان قیصریه کشور ترکیه است.